# Isla Indah
Isla Indah (en malayo: Pulau Indah) es una isla frente a la costa occidental del estado de Selangor, en el país asiático de Malasia. El puerto occidental de Puerto Klang se encuentra aquí. Anteriormente era conocida como Pulau Lumut.
Antes de la terminación del puente nuevo de Westport, que une la isla con Falun Telok, el único medio de transporte para los habitantes de Pulau Lumut era el ofrecido por un servicio de ferry a la Terminal Portuaria de Klang. El viaje entonces tomaba aproximadamente 1 hora.